# Étoile sportive de Ghardimaou
L’Étoile sportive de Ghardimaou est un club omnisports tunisien fondé en 1919 et basé dans la ville de Ghardimaou.
Il compte des sections actives en football, volley-ball et handball.
Le club est soutenu par un groupe d'ultras, les Bleu Ghost.